# Свадебная ваза
«Свадебная ваза» (фр. Vase de noces) — бельгийский чёрно-белый фильм ужасов 1974 года режиссёра Тьерри Зено. В фильме имеются сцены скотоложства (неофициально он известен как The Pig Fucking Movie). В ленте также присутствуют сцены совокупления птиц, показаны трупы животных и копрофагия, из-за чего она была признана непристойной многими источниками, в частности Австралийской аттестационной комиссией.

## Сюжет
Одинокий, страдающий психическим расстройством фермер живёт в окружении домашних птиц и единственной свиньи. В начале фильма фермер пытается наделить голубей человеческим лицом, надев им головы от кукол. Однако головы кукол не держатся на теле голубей, что расстраивает фермера. Наблюдая за половой жизнью птиц, фермер испытывает сексуальное влечение.  Единственное животное на ферме — свинья. После нескольких неудавшихся попыток, фермер вступает со свиньёй в половую связь, в результате которой свинья рожает от него поросят. Фермер пытается наделить поросят чертами людей: надевает на них одежду, пытается приучить их питаться за столом, но они не поддаются его воспитанию. Разочаровавшись в попытках сделать из поросят людей, фермер убивает их, повесив на петлях. Свинья, обнаружив, что поросята мертвы, с горя убегает с фермы и падает в яму, где тонет в грязи. Фермер, найдя свинью, вытаскивает её из ямы и пытается похоронить себя вместе с ней. Когда это не удаётся, он решает, что его жизнь тоже закончилась, и пытается уничтожить все важные вещи своей жизни, в том числе странные банки, которые он собирал на протяжении всего фильма. Позже фермер пробует есть собственные кал и мочу, а также собирает их в банки, но это не приносит ему удовлетворения. В конце ленты фермер вешается на лестнице, которая является последним, что видит зритель в фильме, не считая того, что главный герой улетает.

## Роли озвучивали
| Персонаж | Актёр         |
| -------- | ------------- |
| Фермер   | Доминик Гарни |

## Съёмочная группа
- Режиссёр — Тьерри Зено
- Продюсер — Тьерри Зено
- Сценаристы — Доминик Гарни, Джон Купфершмидт, Тьерри Зено
- Оператор — Тьерри Зено
- Композитор — Ален Пьер
- Монтажёр — Тьерри Зено

## Споры в Австралии
В 1975 году «Свадебную вазу» собирались показать на Международном кинофестивале в австралийском Перте, на что не требовалось одобрения австралийских цензоров. Под давлением правительства Западной Австралии цензоры просмотрели ленту и отказались классифицировать фильм на основании его непристойности, после чего власти запретили его показ на фестивале. Глава фестиваля Дэвид Роу и режиссёр Тьерри Зено обжаловали решение цензоров. В результате «Свадебная ваза» была разрешена к фестивальному показу. Во многом именно скандал с показом «Свадебной вазы» стал причиной конфликта между кинофестивалем и правительством Западной Австралии в 1976 году. Организаторы Пертского кинофестиваля собирались пригласить известного японского кинорежиссёра Нагису Осиму, автора сенсации Каннского фестиваля эро-драмы «Империя чувств».
Правительство, вспомнив прошлогодний скандал, пригрозило, что в случае осуществления этих планов, каждый фильм, который планируется к показу на фестивале, будет проходить проверку цензоров. В связи с этим организаторам Пертского кинофестиваля пришлось отказаться от визита Осимы, хотя позже его фильм был показан на фестивалях в Мельбурне и Сиднее без инцидентов. В том же году фильм «Свадебная ваза» снова проходил проверку цензоров, которые вновь отказали в его классификации. В результате лента запрещена в Австралии по сей день, хотя её и можно скачать через Интернет.

## Автор фильма
Тьерри Зено дебютировал короткометражным фильмом о заключённых из психиатрической больницы. «Свадебная ваза» стала его первой полнометражной картиной. С 1985 по 1999 годы Зено работал в качестве доцента кино- и видеотехнологий Академии дизайна и декоративного искусства в городе Моленбек-Сент-Жан. С 1999 года снова занялся режиссурой. Умер в 2017 году.

## Релиз
Фильм, более известный под своим английским названием, Wedding Trough, никогда не был в кинопрокате, но был показан на кинофестивалях по всему миру. Последний раз ленту показывали на 61-м кинофестивале в Локарно в 2007 году. В 2009 году фильм выпускался на DVD в Германии компанией Camera Obscura и Швеции компанией Njuta Films.